# コキイロウラベニタケ
コキイロウラベニタケ（濃色裏紅茸、学名: Entoloma atrum）はイッポンシメジ科イッポンシメジ属に属する小型のキノコ（菌類）である。和名の濃色（こきいろ）とは、日本伝統色で黒みがかった深い紫色のことである。食用不適。

## 分布・生態
日本各地および韓国に分布する。
腐生菌（腐朽菌、腐生性）。初夏から初秋にかけて（特に初夏のころ）、林内、草地、芝生などの地上に群生から束生する。公園の芝生広場などにも生えることがある。

## 形態
子実体は傘と柄からなるハラタケ型。傘の径は1 - 4センチメートル (cm) 、はじめ丸山形からまんじゅう形で縁部は内側に巻いており、のちに平らに開き、中央部はしばしばへそ状に窪む。傘表面は、最初ほとんど黒色であるが、黒みを帯びた濃い紺色から暗褐紫色（濃色）となり、微毛または微細な鱗片に被われる。古くなると真っ黒に変色する。傘が湿っているときは、周縁部に多少条線を現す。傘肉は薄く、表面とほぼ同色で、乾けば白くなる。傘裏のヒダは、柄に対して直生からやや垂生で、やや疎らに配列し、はじめは淡灰色から灰色でのち肉色に変わる。
柄は中空で長さ2 - 5 cm、太さ1.5 - 4ミリメートル (mm) 、しばしば平たくなり、または捻れる。柄の表面は灰褐色から茶褐色を呈し、基部は白色の菌糸に覆われて目立つ。
縁シスチジアは散在し、49 - 70 × 6.5 - 22マイクロメートル (μm) の円柱形をしている。クランプを欠く。担子胞子は10.3 - 13 × 7.5 - 8 μmの楕円状多角形、無色で、非アミロイド性。胞子紋は淡紅色。